# Roman Rurua

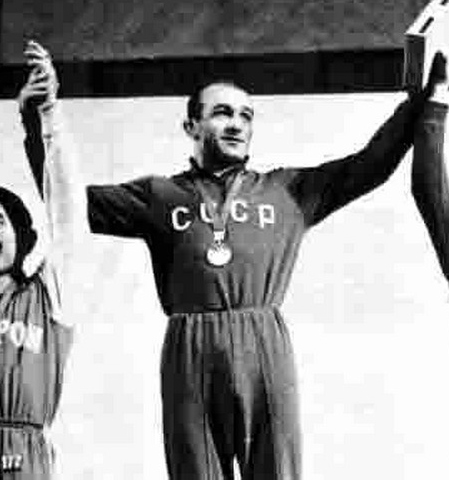
Roman Rurua

Roman Rurua (georgisch რომან რურუა; * 25. November 1942 in Muchurtscha bei Martwili, Mingrelien) ist ein ehemaliger sowjetischer Ringer aus Georgien. Er war 1968 Olympiasieger, 1966, 1967 und 1969 wurde er Weltmeister im Federgewicht, 1970 im Leichtgewicht.

## Leben
Er wuchs im georgischen Rajon Martwili auf. In der Schule begann er als Jugendlicher mit dem Ringen, dem damaligen Nationalsport Georgiens. Er gewann Preise bei den Kinder- und Jugendspartakiaden. Mit 18 Jahren wurde er zum Verein Kolmeurne Tiflis delegiert.
1961 trat er auf der internationalen Ringerbühne in Erscheinung, als er in einem Länderkampf Georgien gegen die Tschechoslowakei den Tschechen Jiří Švec schulterte. Seit 1962 belegte er bei den sowjetischen Meisterschaften im griechisch-römischen Stil in der Federgewichts- und später in der Leichtgewichtsklasse vordere Plätze. 1964 wurde er erstmals sowjetischer Meister und setzte sich dabei gegen die Weltmeister aus den Vorjahren Konstantin Wyrupajew und Gennadi Sapunow durch. Die Belohnung war der Start bei den Olympischen Spielen 1964 in Tokio. Dort kämpfte er sich mit fünf Siegen bis in das Finale gegen den Ungarn Imre Polyák durch, gegen den er Unentschieden rang. Da er aus den Vorkämpfen mit einem Fehlpunkt mehr als Polyák belastet war, musste er sich aber mit der Silbermedaille begnügen. 
Vier Jahre später, bei den Olympischen Spielen 1968 in Mexiko-Stadt, holte er aber dann den Olympiasieg im Federgewicht, griechisch-römischen Stil, mit sechs Siegen und einem Unentschieden nach. Auch bei Weltmeisterschaften kämpfte er sehr erfolgreich. 1966, 1967 und 1969 gewann er den Titel im Federgewicht und 1970 im Leichtgewicht. Als er 1971 bei den Weltmeisterschaften nur den sechsten Platz belegte, trat er vom internationalen Wettkampfsport zurück.
Nach dem Ende seiner Ringerlaufbahn studierte Roman Rurua am georgischen polytechnischen Institut in Tiflis und schloss als Technologie-Ingenieur ab. Nach der politischen Wende in der Sowjetunion, die Georgien die Selbständigkeit brachte, betätigte er sich als Politiker in der Industriepartei IWSG und ist Parlamentsabgeordneter. Außerdem ist er Präsident des Nationalen Olympischen Komitees Georgiens. Für seine Verdienste um den Ringersport wurde er im September 2010 in die FILA International Wrestling Hall of Fame aufgenommen.

## Platzierungen
(OS = Olympische Spiele, WM = Weltmeisterschaft, GR = griechisch-römischer Stil, Fe = Federgewicht, Le = Leichtgewicht, damals bis 62 kg bzw. 68 kg Körpergewicht)
- 1964, Silbermedaille, OS in Tokio, GR, Fe, mit Siegen über Müzahir Sille, Türkei, Kazimierz Lipień, Polen, Svend Skrydsrup, Dänemark, Joseph Mewis, Belgien, Koji Sakamura, Japan und Unentschieden gegen Branislav Martinović, Jugoslawien und Imre Polyák, Ungarn;
- 1966, 1. Platz, WM in Toledo/USA, GR, Fe, mit Siegen über Petrus Fourie, Südafrika, Ronald Finley, USA, Leif Freij, Schweden, Mohamed Marsouk, Ägypten, Hidao Fujimoto, Japan und Ibrahim Korsidfar, Iran;
- 1967, 1. Platz, WM in Bukarest, GR, Fe, mit Siegen über Martti Laakso, Finnland, Imre Baracsi, Ungarn, Clemens Hutter, Schweiz, Fujimoto, Czeslaw Korzén, Polen und einem Unentschieden gegen Simion Popescu, Rumänien;
- 1968, Goldmedaille, OS in Mexiko-Stadt, GR, Fe, mit Siegen über James Hazewinkel, USA, Ismael Karaghouli, Iran, Sreten Damjanović, Jugoslawien, Lothar Schneider, DDR, Dimitar Galintschew, Bulgarien, Metin Alakoc, Türkei und einem Unentschieden gegen Hideo Fujimoto;
- 1969, 1. Platz, WM in Mar del Plata, GR, Fe, mit Siegen über Werner Hettich, BRD, Petre Coman, Rumänien, James Hazewinkel und Noriaki Kiguchi, Japan und einem Unentschieden gegen Martti Laakso;
- 1970, 1. Platz, WM in Edmonton, GR, Le, mit Siegen über Hashem Ghanbari, Iran, Diego Rossi, Italien, Senyit Hisirli, Türkei, Matti Poikala, Finnland und Tanuoe Takahashi, Japan und einem Unentschieden gegen Simion Popescu;
- 1971, 6. Platz, WM in Sofia, GR, Le, mit Siegen über Ahmed Soudani, Tunesien, Ladislav Nepustil, ČSSR und Raimo Mylläri, Schweden und Niederlagen gegen Antal Steer, Ungarn und Sreten Damjanović